# Żywiec
Żywiec (udtale: [ˈʐɨvjɛts], tysk: Saybusch)  er en by i den   sydlige  del af  voivodskabet Schlesien i  det sydlige Polen. Byen   har 30.334(2021) indbyggere og et areal på 50,57  km², og er administrationsby powiatet Żywiec. Den ligger ved floden Soła,  Żywiecsøen og  Żywiec Landskabspark.

## Historie
Żywiec blev første gang nævnt i et skriftligt dokument i 1308 som et sæde for et katolsk sogn. Det var oprindeligt placeret på det sted, der senere blev kendt som Stary Żywiec (lit. "Gamle Żywiec"). Det tilhørte dengang Hertugdømmet Cieszyn, og efter 1315 til Hertugdømmet Oświęcim, som i 1327 blev et len af Kongeriget Bøhmen. Området Stary Żywiec var plaget af oversvømmelser, så byen blev flyttet til det nuværende sted i 1448. I 1457 blev hertugdømmet Oświęcim købt og indlemmet direkte i Kongeriget Polens krone. I 1624 blev det  af Komorowski-familien solgt til Konstantia af Steiermark, dronning til den polske konge Sigismund 3. Vasa. Under Karl 10. Gustavs polske krig blev Żywiec plyndret og ødelagt af svenske tropper i 1656. Fra 1672 var det en besiddelse under den polske kansler  Jan Wielopolski.
Det gamle slot blev bygget i midten af det 14. århundrede. Slottet har gennemgået adskillige restaureringer og kan prale af en række arkitektur- og dekorationsstile, herunder gotisk, renæssance og barok. Żywiecs gamle slot er omgivet af en 260.000 kvadratmeter stor landskabspark, som oprindeligt blev etableret i det 17. århundrede.

## Galleri
- Rådhus
- St. Marias katedral
- Katedralens klokketårn
- Nye slot
- Slotsparken om efteråret
- Żywiec Bryggerimuseum